# فنانترنوئید

ساختار شیمیایی Gymnopusin، ترکیب شیمیایی موجود در ثعلبیان.

فنانترنوئیدها (به انگلیسی: Phenanthrenoid) ترکیبات شیمیایی هستند که ساختار اصلی آن‌ها را فنانترن تشکیل می‌دهد. این ترکیبات به‌طور طبیعی در گیاهان وجود دارند، اگرچه می‌توان آنها را سنتز نیز کرد.